# 23277 Бенгаґс
23277 Бенгаґс (23277 Benhughes) — астероїд головного поясу, відкритий 28 грудня 2000 року.
Тіссеранів параметр щодо Юпітера — 3,614.